# Caux-et-Sauzens
Caux-et-Sauzens ist eine französische Gemeinde mit 1013 Einwohnern (Stand 1. Januar 2022) im Département Aude in der Region Okzitanien; sie gehört zum Arrondissement Carcassonne und zum Gemeindeverband Carcassonne Agglo.

## Geografie
Die Gemeinde Caux-et-Sauzens liegt acht Kilometer westlich von Carcassonne am Canal du Midi. Die Autoroute A61 (AutoRoute des Deux Mers) von Toulouse nach Narbonne streift den Süden der Gemeinde.
Das 9 km² umfassende Gemeindegebiet liegt in einem schwach reliefierten breiten Talabschnitt des Flusses Fresquel, dessen Bett auch der Canal du Midi nutzt. Etwa fünf Kilometer südlich von Caux-et-Sauzens erhebt sich das Gelände allmählich auf über 200 m über dem Meer, um in die Ausläufer des Malepère-Massivs überzugehen. Bis auf kleine Waldreste im Nordosten (Bois du Sigala) ist das Umland durch Äcker und Weinreben geprägt.
Die Gemeinde besteht aus dem Kernort Caux, dem kleinen Dorf Sauzens im Norden und dem kleinen Ortsteil Samary im Süden.
Caux befindet sich in der Einflugschneise des Flughafens Carcassonne.
Nachbargemeinden von Caux-et-Sauzens sind Pezens im Norden, Carcassonne im Osten, Lavalette im Südosten, Alairac im Süden, Arzens im Südwesten sowie Villesèquelande im Westen.

## Geschichte
Im Jahr 908 tauchte das Dorf Caux erstmals als Chaucas in einer Urkunde des Benediktinerklosters Montolieu (Abbaye Saint-Jean-Baptiste de Montolieu) auf. Mehrere Hinweise deuten aber darauf hin, dass es an gleicher Stelle schon in der Römerzeit eine Siedlung gegeben haben könnte. Schließlich führte die Römerstraße von Castelnaudary nach Carcassonne (Voie Romaine d’Aquitaine) unmittelbar nördlich an Caux vorbei. Umstritten ist, ob es sich bei Caux um einen Ort namens Coedros handelt, der in den Aufzeichnungen der Reiseroute eines der römischen Kaiser (Antoninus) erwähnt wird.
Über den Ursprung des erst 1791 erstmals erwähnten Dorfes Sauzens wird spekuliert, dass es sich wegen der Endung -ens um eine westgotische Gründung gehandelt haben könnte.
Das noch heute erhaltene Siedlungsbild des Dorfes Caux mit der Kirche in der Mitte stammt aus dem 12. Jahrhundert. Die Rückseiten der Häuserreihen bildeten eine Art Stadtmauer, durch die drei Tore führten. Zur besseren Verteidigung wurde unmittelbar außerhalb der Mauer ein Grabensystem angelegt.
Das Dorf Sauzens entwickelte sich im 17. Jahrhundert außerhalb der Mauern von Caux in einem landwirtschaftlich geprägten Umfeld. Damals waren etwa 70 Hektar Land mit Weinreben bepflanzt, während heute dem Weinbau in der Gemeinde fast 500 Hektar zur Verfügung stehen.
Sauzens war begünstigt durch den Verlauf des Canal du Midi, der am Ende des 17. Jahrhunderts fertiggestellt wurde und der gesamten Region einen wirtschaftlichen Aufschwung bescherte. Vor Ort erzeugte – meist landwirtschaftliche – Produkte konnten nun kostengünstig und in großer Menge zu den Häfen an Atlantik und Mittelmeer verschifft werden. Von Sauzens aus segelte man nach Toulouse und Béziers jeweils knapp zwei Tage.
Herren von Caux und Sauzens waren von 1296 bis 1791 die Oberhäupter der königstreuen Familie de Caux Cahuzac, die zu den ältesten Adelsgeschlechtern im Languedoc gehörten.
1791 wurden Caux und Sauzens zusammengeführt, woraus die Gemeinde in ihrem heutigen Umfang entstand. Bis heute wurde noch kein Wappen für die Gemeinde entwickelt.

### Bevölkerungsentwicklung

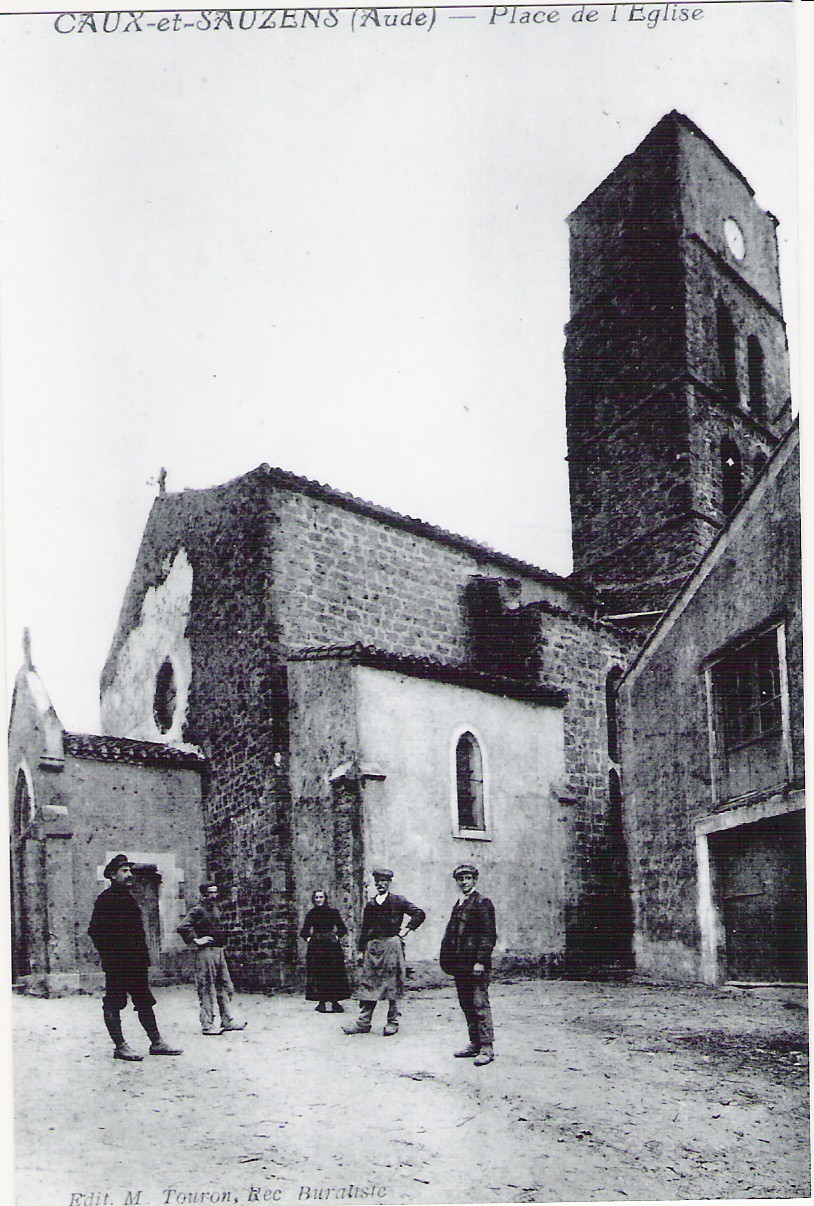
Kirche St. Sebastian 1930

| Jahr                       | 1962 | 1968 | 1975 | 1982 | 1990 | 1999 | 2006 | 2013 | 2021 |
| Einwohner                  | 450  | 429  | 516  | 594  | 705  | 739  | 766  | 841  | 1001 |
| Quellen: Cassini und INSEE |      |      |      |      |      |      |      |      |      |

## Sehenswürdigkeiten
- Kirche St. Sebastian (Église Saint-Sébastien)
- Château de Samary, heute ein Weingut mit Hotel
- 1,50 m hoher Wegkreuz-Monolith aus dem 13. Jahrhundert[2]

## Wirtschaft und Infrastruktur
Neben kleinen Handwerks- und Dienstleistungsbetrieben ist der Weinbau der Haupterwerbszweig in Caux-et-Sauzens. Neben acht Landwirten, die sich mit dem Anvau von Getreide beschäftigen, gibt es in der Gemeinde 28 Winzerbetriebe. Die hier kultivierten Reben sind Teil der Appellation Malepère.
Durch das Gemeindegebiet führen parallel zum Canal du Midi mehrere Verkehrswege:
Fernstraße von Carcassonne nach Bram (D 33)
Fernstraße von Carcassonne nach Mirepoix (D 119)
Bahnlinie von Bordeaux über Toulouse und Narbonne nach Sète (Ligne de Bordeaux-Saint-Jean à Sète-Ville)

## Belege
1. ↑  Geschichte und Kulturerbe auf www.cauxetsauzens.org. Archiviert vom Original (nicht mehr online verfügbar) am 25. Juli 2011; abgerufen am 17. April 2014 (französisch).  Info: Der Archivlink wurde automatisch eingesetzt und noch nicht geprüft. Bitte prüfe Original- und Archivlink gemäß Anleitung und entferne dann diesen Hinweis.
2. ↑  Wegkreuz in der Base Mérimée des französischen Kulturministeriums (französisch)
3. ↑  Landwirte und Winzer auf annuaire-mairie.fr (französisch)